# Cnemoplites impar
Cnemoplites impar is een keversoort uit de familie boktorren (Cerambycidae). De wetenschappelijke naam van de soort is voor het eerst geldig gepubliceerd in 1844 door Newman.